# Manuel Nin
Manuel Nin Güell OSB (El Vendrell, Catalunha, 20 de agosto de 1956) é um beneditino espanhol e exarca grego-católico da Grécia.

## Biografia
Manuel Nin ingressou no mosteiro beneditino de Montserrat em 1975, cursando o bacharel em Teologia na Escuela Teológica de Montserrat; fez seus votos temporários em 26 de abril de 1977 e os votos perpétuos em 18 de outubro de 1980. Foi ordenado diácono em 22 de novembro de 1997 em Roma e em 18 de abril de 1998, Nin foi ordenado padre em Montserrat pelo arcebispo de Tarragona, Dom Lluís Martínez Sistach.
Em Roma, de 1984 a 1987, Nin especializou-se em Patrologia no Patristicum, além de cursos no Instituto Monástico de Santo Anselmo, no Pontifício Instituto de Liturgia Sagrada e no Pontifício Instituto Oriental. De 1987 a 1989, de volta ao Mosteiro de Montserrat, ensinou Teologia, Patrologia, Introdução a liturgias orientais e grego. Cursou o doutorado no Pontifício Instituto Patrístico Agostiniano, entre 1989-1992, defendendo a tese Juan el Solitario. Los cinco discursos sobre las Bienaventuranzas. Entre 1992-1993, Nin começou a ministrar aulas de Liturgias Orientais e Patrologia no Pontifício Instituto Litúrgico e no Instituto Monástico, e depois na Universidade de Santa Croce, no Pontifício Instituto Oriental e na Pontifícia Universidade Gregoriana, sem abandonar o ensino ocasional na Escuela Teológica de Montserrat. Foi membro fundador do grupo Syriaca, dedicado à pesquisa na Itália sobre Igrejas e Literatura Siríaca.
A partir de 1996, passou a residir no Pontifício Colégio Grego de Santo Atanásio, primeiro como Diretor Espiritual e desde 1999 como Reitor. Em 14 de novembro de 1999 foi nomeado arquimandrita da Arquieparquia de Acre, Haifa, Nazaré e toda Galileia pelo arquieparca melquita Mons. Boutros Mouallem.
Dentro da Ordem de São Bento, foi primeiro Assistente do Abade Presidente da Congregação Subiaco-Montecassino. Na cúria, foi consultor da Congregação para as Igrejas Orientais, desde 1994, consultor do Ofício das Celebrações Litúrgicas do Sumo Pontífice, nomeado em 26 de setembro de 2013, e membro da Comissão Litúrgica da Congregação para as Igrejas Orientais em 2015. Em 11 de novembro de 2013, foi nomeado acadêmico da seção síriaca da Biblioteca Ambrosiana em Milão. Ainda escreveu vários livros, especialmente em italiano, traduções para o catalão e artigos no L'Osservatore Romano.
Em 2 de fevereiro de 2016, o Papa Francisco o nomeou Bispo Titular de Carcábia e Exarca Apostólico para os Católicos de Rito Bizantino na Grécia. Seu antecessor, Dimitrios Salachas, o consagrou bispo em 15 de abril do mesmo ano, na Basílica de São Paulo Extramuros. Os co-consagradores foram o arcebispo de Atenas, Sevastianos Rossolatos, e o bispo de Lungro, Donato Oliverio. A posse ocorreu em 29 de maio de 2016.
Bispo Nin é delegado da Commission of the Bishops’ Conferences of the European Union (COMECE) desde fevereiro de 2017.